# Lukács Viktória
Győri-Lukács Viktória (Budapest, 1995. október 31. –) Európa-bajnoki bronzérmes, kétszeres bajnokok ligája-győztes magyar válogatott kézilabdázó, jobbszélső, a Győri Audi ETO KC játékosa.

## Pályafutása

### Klubcsapatokban
Lukács Viktória a Budapest Kőbánya Spartacusban kezdett kézilabdázni. 2009-ben a Pénzügyőr SE-ben játszott, innen igazolt a Ferencvárosba 2010-ben. A 2011-12-es szezonban tagja volt a KEK-győztes csapatnak. A 2013-2014-es szezont a Siófok KC csapatában töltötte kölcsönben. A Ferencvárossal 2015-ben bajnoki címet, 2017-ben Magyar Kupát nyert. 232 felnőtt bajnoki és kupamérkőzésen, valamint 96 nemzetközi kupamérkőzésen szerepelt a budapesti csapat színeiben. 2020. január 2-án hivatalosan is bejelentették, hogy a 2020-2021-es idénytől a Győri Audi ETO csapatában folytatja pályafutását.

### A válogatottban
Lukács tagja volt a 2013-ban U19-es Európa-bajnokságon ezüstérmes magyar válogatottnak. A magyar felnőtt válogatottban 2016 márciusában mutatkozott be. Első felnőtt világversenye a 2016-os Európa-bajnokság volt.
Tagja volt a 2021 nyarán megrendezett tokiói olimpián szereplő válogatottnak, és a 2024-es párizsi olimpián 6. helyezett magyar csapatnak. A decemberi Európa-bajnokságon a magyar válogatott 12 év után újból bronzérmet szerzett a kontinenstornán, amelynek ő is tagja volt. A tornán a magyar csapat második legeredményesebb játékosa volt, és bekerült az All-Star csapatba is.

## Magánélete
2022 nyarán férjhez ment addigi párjához, Győri Mátyáshoz, aki a Ferencváros kézilabdacsapatában játszik irányító poszton.
2025. július 25-én jelentették be, hogy ikreket várnak.

## Sikerei, díjai
- Magyar bajnok: 2015, 2022, 2023, 2025
- Magyar Kupa-győztes: 2017, 2021
- Bajnokok Ligája-győztes: 2024, 2025
- Kupagyőztesek Európa-kupája-győztes: 2011–12